# Diego Carretero
Diego Carretero García (Hellín, 7 de abril de 1997) es un torero español. 

## Biografía
Nació en Hellín, Albacete, en el seno de una familia con tradición taurina; sus abuelos y tíos le inculcaron la afición al toreo desde muy temprana edad. Su formación comenzó en el año 2009, a la edad de doce años en la Escuela Taurina de Hellín. En el 2011 pasó a la Escuela Taurina de Albacete. Su debut como novillero sin picadores se produjo en la localidad de Pozohondo (Albacete) el día 24 de junio de 2013, con novillos de la ganadería de Los Chospes, obteniendo como resultado tres orejas y un rabo. En el 2015 debutó como novillero con picadores en la plaza de toros de Hellín, esta vez con la ganadería de Gabriel Rojas, obteniendo el premio de dos orejas. Este mismo año se proclamó ganador del premio Espiga de Oro en Calasparra (Murcia) Al año siguiente debutó con ovación en la plaza de toros de Las Ventas, toreando un corrida de novillos de Gabriel Rojas. En este 2016, toreó en Mont de Marsan (Francia), obteniendo dos orejas a los toros de Pedraza de Yeltes. Además logró en 2016 el premio de la Naranja de Oro de Algemesí y fue novillero triunfador de la Feria de Fallas de Valencia. En 2017, toreó tres veces en la plaza de toros de Las Ventas, con ganaderías de Fuente Ymbro (una oreja), Montealto (ovación) y San Martín; volvió a torear en Francia en septiembre de este año, en la plaza de toros de Dax, cortando una oreja a un toro de José Cruz. En 2018 antes de su alternativa torea dos corridas más como novillero, en la plaza de toros de Las Ventas (ganadería de los Chospes) y en la Real Maestranza de Caballería de Sevilla (toros de Guadaira y Fuente Ymbro) recibiendo una fuerte ovación. En total ha toreado 38 corridas como novillero. 
El 23 de junio de 2018 tomó la alternativa en la plaza de toros de Alicante durante la Feria de Hogueras, acompañado por Morante de la Puebla como padrino y José María Manzanares como testigo, cortando 3 orejas a una corrida de Juan Pedro Domecq y saliendo por la puerta grande, lo que le hace triunfador de la feria. Durante las temporadas 2018 y 2019 toreó en dos corridas en Hellín, una encerrona con toros de El Ventorillo, cortando tres orejas; una corrida de Miura logrando el premio de una oreja y una corrida en Albacete durante la Feria de la Virgen de los Llanos, cortando una oreja a un toro de Torrestrella. En 2022 una lesión imposibilitó la confirmación de la alternativa en Las Ventas.